# Eric Fred Brook
Eric Fred Brook (27 de noviembre de 1907 - 29 de marzo de 1965) fue un futbolista inglés que jugó en la posición externa izquierda Brook también fue internacional de Inglaterra. Era un jugador musculoso con "uno de los tiros más feroces en el fútbol de antes de la guerra" y fue un buen pateador de penalti. Brook es considerado como uno de los mejores jugadores de Manchester City e Inglaterra. Ha sido descrito "como un brillante meandro del Manchester City e Inglaterra" y "uno de los grandes nombres del fútbol británico".

## Biografía

### Primeros años
Brook nació en la ciudad de Mexborough en Yorkshire en 1907. Después de jugar fútbol amateur para el Wath Athletic FC, Brook comenzó su carrera profesional en el fútbol americano con Barnsley, jugando en la posición de la izquierda. Brook ha sido descrito como un 'fuera ortodoxo' a la izquierda 'con licencia para deambular'. Brook trató el ala izquierda como 'un hogar para mirar hacia adentro'. Brook podía jugar en cualquier parte del campo si fuera necesario, incluido el gol. Reemplazó a un portero lesionado en al menos tres ocasiones en el transcurso de su carrera. Uno de esos juegos en el que jugó en la portería fue cuando el Manchester City jugó contra el Chelsea. El entonces arquero de la City, Frank Swift, afirmó que "antes de ayudar a colocar las mantas sobre mí (en la camilla), Brookie se había quitado la camiseta -cerca de dos tallas demasiado grandes para él- y estaba lista para cumplir el objetivo". Brook jugó 78 veces para Barnsley y anotó 18 goles. Sus actuaciones provocaron el interés de los equipos en la Primera División.

## Manchester City
En 1928, Brook y su compañero de equipo Fred Tilson fueron transferidos al Manchester City por una cifra combinada de £ 6.000, la pareja hizo su debut el 17 de marzo contra Grimsby Town. Brook y Tilson se unieron a una fuerte línea delantera en el club que incluía tres internacionales de Inglaterra en Tommy Johnson, Billy Austin y Frank Roberts. El equipo también incluyó al centro internacional de Inglaterra Sam Cowan y al capitán de Escocia Jimmy McMullan. Brook anotó su primer gol para su nuevo equipo en una victoria por 5-3 contra Clapton Orient. Frank Roberts anotó un hat trick en este juego. En su primera temporada en el Manchester City Brook jugó 12 veces y anotó dos goles ayudando al equipo a obtener el ascenso a la Primera División.
En la temporada 1928-29 hizo 42 apariciones y anotó 14 veces. Su compañero de equipo, Tommy Johnson, anotó un récord del club de 38 goles de liga esa temporada. La forma de club de Brook 'workmanlike' le valió una convocatoria para el equipo de Inglaterra en 1929 e hizo su primera aparición para su país contra Irlanda. Brook pasó a jugar para Inglaterra un total de 18 veces, anotando 10 goles. Pudo haber jugado más veces para su país pero se enfrentó a la competencia del Cliff Bastin del Arsenal. Sin embargo, la versatilidad de ambos jugadores significó que a menudo jugaban juntos para Inglaterra, generalmente con Bastin jugando en la posición de la izquierda interior. A pesar de la rivalidad, Brook y Bastin estaban en las palabras de este último "siempre el mejor de los amigos". Los únicos jugadores que anotaron más goles para Inglaterra, antes de la Segunda Guerra Mundial, que no jugaron en el centro delantero o en posición de privilegio fueron Cliff Bastin y Charles Bambridge. Solo doce jugadores en total anotaron más goles para Inglaterra que Brook antes de la guerra. Además de jugar para Inglaterra, Brook a menudo compitió en partidos de prueba para el resto de Inglaterra contra el equipo nacional.
En la temporada 1929-30 Brook ayudó al Manchester City a alcanzar la tercera posición en la liga. El equipo de la ciudad se fortaleció con la adquisición del derecho exterior Ernie Toseland y la mitad a Matt Busby. En la temporada de fútbol 1930-31, City compró al prolífico delantero centro escocés Dave Halliday del Arsenal como reemplazo de Tommy Johnson. A pesar de esto, Brook fue el máximo anotador del equipo esa temporada con 16 goles, y también fue el máximo anotador del club en 1935-36. A menudo jugó en el centro de la posición de delantero para su club, deambulando por el terreno de juego, que luego se comparó con Don Revie y Nándor Hidegkuti en esta posición; su capacidad de pasar le permitió jugar en el papel con aplomo. En la temporada 1931-32, el equipo de la ciudad, que ahora incluía al alero centro escocés Alec Herd, logró llegar a la semifinal de la FA Cup pero fue derrotado por Arsenal por 1-0 con un gol del compañero de Brook en Inglaterra, Cliff. Bastin. Brook había anotado un doblete en una demolición de 6-1 de Brentford en la cuarta ronda de la competencia de ese año. Un mayor éxito para el Manchester City en la FA Cup seguiría en temporadas posteriores.

### Ganadores de la FA Cup
Brook jugó en finales consecutivas de FA Cup a mediados de la década de 1930, y obtuvo una medalla de ganadores en la segunda ocasión. En la final de la FA Cup de 1933, fue parte del equipo del Manchester City que fue derrotado por Everton en tres goles, que fueron capitaneados por su compañero de equipo en Inglaterra, Dixie Dean. El equipo de Everton también incluyó al exjugador de la City Tommy Johnson. Brook estuvo en buena forma en la competencia de ese año, anotando dos contra Walsall en la cuarta ronda y un hat-trick contra Bolton Wanderers en la quinta ronda. En la semifinal contra el Derby County, estableció dos goles en una victoria por 3-2. Para el primer gol, 'venció al fullback internacional Coopery centrado para el extremo derecho Toseland para anotar desde corta distancia '. Luego 'lobbed maravillosamente para que Tilson corriera entre dos defensores y encabezara el segundo Brook fue el primer jugador en usar la camiseta número 12 en una final de la FA Cup, mientras Everton llevaba 1-11 y City llevaba 12-22. En la final de la FA Cup de 1934, Brook estableció el gol de la victoria, que fue anotado por su amigo Fred Tilson, para ganar a City por 2-1 sobre Portsmouth. Brook había marcado un "gol maravilloso" frente a una multitud récord de 84,569 contra Stoke City en la sexta ronda de la competencia de ese año. Según Gary James, "muchos fanáticos de la década de 1930 afirmaron que era el mejor gol de la Ciudad que se haya marcado en Maine Road ". El equipo de City ganador de la FA Cup incluía al portero Frank Swift y Jackie Bray, quienes emularían a Brook al presentarse para Inglaterra.

### Jugando por Inglaterra
En el British Home Championship de 1934, Brook anotó en cada uno de los partidos de su selección. Inglaterra fue segunda ese año en Gales. Brook también anotó una vez para el 'Resto de Inglaterra' en una victoria de 7-1 en un partido de prueba contra el equipo de Inglaterra en Roker Park en marzo de 1934. En Sunderland 'el marcador se hizo popularmente conocido como Inglaterra 1 Sunderland 6' ya que seis de los goles del resto fueron anotados por los jugadores de Sunderland.
En el mismo año, Brook participó en la famosa «Batalla de Highbury» internacional contra los campeones del mundo Italia. El equipo de Inglaterra no había competido en la Copa Mundial de la FIFA de 1934 y se consideraba, en Inglaterra, el campeón del mundo real. Siete de los once que jugaron para Inglaterra ese día jugaron para el Arsenal; Jack Barker supuestamente le comentó a Brook antes del juego 'Tienes que quitarte el sombrero ante estos jugadores del Arsenal. Si uno de nosotros abandonara, otro hombre del Arsenal intervendría '. En el partido, Brook y Bastin causaron a los italianos una cantidad infinita de problemas por su paso y disparos rápidos ". Brook falló un penal al comienzo del partido, pero se redimió al anotar dos goles para ayudar a Inglaterra a una victoria de 3-2. Marcó su primer gol al cabecear el balón pasado Carlo Ceresoli después de un centro preciso de Stanley Matthews, y su segundo desde un tiro libre que Matthews describió como un "rayo". Matthews recordó el juego como el más violento en el que estuvo involucrado durante su larga carrera. Brook terminó la primera mitad con un brazo roto, mientras que Ted Drake tenía dos ojos negros. Después del juego, Brook 'regresó a Manchester con su brazo en cabestrillo'. Brook es solo uno de los cuatro jugadores de Inglaterra que anotaron más de un gol en un juego contra Italia, los otros fueron Mick Channon, Gerry Hitchens y Tom Finney.
En la temporada 1934-35, Brook anotó 17 goles y City terminó cuarto en la liga, a diez puntos del campeón Arsenal. En 1935 British Home Championship Brook anotó una vez y Tilson anotó dos veces para Inglaterra en una victoria por 4-0 contra Gales en Ninian Park. Inglaterra ganó el Campeonato Nacional ese año a pesar de sufrir una derrota por 2-0 ante Escocia. Brook fue uno de los tres jugadores de City que aparecieron para Inglaterra contra Gales y luego Irlanda, los otros dos fueron Jackie Bray y Fred Tilson. Esto no ocurriría nuevamente hasta 1972 cuando Colin Bell, Francis Lee y Rodney Marsh Inglaterra enfrentó a Alemania Occidental. El récord fue superado en 2010 cuando seis jugadores del Manchester City ( Joe Hart, Joleon Lescott, Gareth Barry, James Milner, Shaun Wright-Phillips y Adam Johnson ) aparecieron en la victoria por 3-1 contra Suiza. Brook también anotó para el resto de Inglaterra en un partido de prueba contra el equipo nacional en marzo de 1935.
En la temporada siguiente, Brook fue el máximo anotador del Manchester City con 13 goles. Matt Busby y Sam Cowan habían abandonado el equipo de la ciudad en esta temporada, pero habían traído a Sam Barkas de Bradford City. Los delanteros de la ciudad habían tenido una temporada fallida y el equipo terminó noveno en la liga. Peter Doherty fue comprado en Blackpool para abordar la falta de gol. Doherty tuvo un impacto inmediato en el equipo. Doherty anotó dos goles y Brook anotó un hat-trick cuando City derrotó a Bolton Wanderers por 7-0 en marzo de esa temporada. En el British Home Championship de 1936, Brook y Matthews anotaron una vez y Tilson anotó dos veces en una victoria por 3-1 sobre Irlanda en Windsor Park. En el juego contra Escocia, Brook era parte de una línea delantera de Inglaterra que incluía a Sammy Crooks, Bobby Barclay, George Camsell y Cliff Bastin. El resultado fue un empate 1-1, lo que significaba que Escocia ganó el campeonato esa temporada. En el mismo año, Brook anotó en la demolición 6-2 de Hungría.

### Campeones de la liga y la relegación
En la temporada de fútbol de 1936-37, Brook estuvo siempre presente en el primer equipo del Manchester City en ganar el Campeonato de la Liga. El equipo siguió una racha invicta después de Navidad, ganando 14 veces y sacando 6 juegos. El campeonato se ganó en Maine Road con una victoria de 4-1 sobre Sheffield Wednesday. Brook anotó el primero de sus dos goles en este juego. Brook marcó 20 goles en esta temporada y fue el segundo anotador más alto del club detrás de Peter Doherty que anotó 30. También fue el extremo que más anotó en la liga esa temporada. En el Campeonato de Inglaterra de 1938 Brook jugó junto a su compañero de equipo de la ciudad Sam Barkas en una victoria por 5-1 sobre Irlanda; El gol de Brook en el minuto 75 fue el último para su equipo nacional. Brook hizo su última aparición para Inglaterra en una victoria 2-1 sobre Gales. Inglaterra ganó el campeonato esa temporada.
En la temporada de fútbol de 1937-38, Brook fue parte del equipo de la Ciudad que fue relegado de la Primera División a pesar de anotar más goles que cualquier otro equipo. Brook anotó 16 goles esa temporada. Después de haber sido incapaz de ayudar a su equipo a ganar el ascenso de la Segunda División, Brook hizo su última aparición en el Manchester City en la temporada de fútbol de 1939-40. Marcó su último gol para City en una victoria 6-1 contra Wrexham en la Liga Regional del Oeste en 1939, la Segunda Guerra Mundial había interrumpido el programa de la liga normal. En más de once años con el Manchester City, Brook marcó 177 goles en 494 apariciones. Fue el máximo goleador del Manchester City hasta que su cuenta fue superada por Sergio Agüero en 2017. Solo cinco jugadores han aparecido en el Manchester City más veces que Eric Brook: Alan Oakes, Joe Corrigan, Mike Doyle, Bert Trautmann y Colin Bell. De los 158 goles de la liga que Brook anotó para City, 145 fueron anotados en la primera división. Los únicos extremos izquierdos que han anotado más goles en la máxima división del fútbol inglés son Cliff Bastin, que anotó 150, y Grenville Morris, que marcó 153. El extremo derecho con mejor puntuación en la historia de la máxima categoría es Tom Finney, que anotó 164 goles para Preston North End. Solo 91 jugadores anotaron más goles que Brook en la primera división del fútbol inglés.
Después de su retiro del fútbol Brook se convirtió en un conductor de autocar en su ciudad natal de Mexborough. Más tarde en su vida también pasó tiempo trabajando como barman en Halifax y como operador de grúa. Murió en su casa en Wythenshawe en marzo de 1965.

## Clubes
| Club            | País       | Año                   | Partidos | Goles |
| --------------- | ---------- | --------------------- | -------- | ----- |
| Barnsley        | Inglaterra | 1925–1926-1927–1928   | 78       | 18    |
| Manchester City | Inglaterra | 1927–1928 - 1939–1940 | 499      | 179   |

## Palmarés

### Como Jugador
Manchester City
- FA Cup campeón: 1934
- Football League campeón: 1936–37